# Choroba sieroca
Choroba sieroca, inaczej syndrom dziecka porzuconego (ang. abandoned child syndrome) – określenie na rzekome zaburzenie wynikające z utraty jednego lub obojga rodziców. Definicje choroby sierocej są nieprecyzyjne i miejscami potoczne. Nie jest też opisywana w literaturze naukowej.
Choroba sieroca nie jest obecnie uznawana za zaburzenie psychiczne w powszechnie stosowanych klasyfikacjach medycznych, takich jak ICD-10, ICD-11, DSM-IV czy DSM-5.

## Przyczyny
Najczęstszą przyczyną choroby sierocej jest długotrwały brak kontaktu z matką lub zerwanie więzi matka-dziecko. Przy czym za matkę uznaje się tu niekoniecznie matkę biologiczną, ale osobę sprawującą bezpośrednią opiekę nad dzieckiem w początkowym okresie jego życia. Choroba sieroca dotyczy nie tylko pensjonariuszy domów dziecka, ale również pacjentów szpitali, zakładów opiekuńczo-wychowawczych i penitencjarnych. Może występować także wśród dzieci wychowanych w pełnych lub niepełnych rodzinach, gdzie żadne z rodziców nie nawiązuje kontaktu emocjonalnego (np. rozmowa, uśmiech) i fizycznego (np. przytulanie) z dzieckiem oraz okazuje w stosunku do niego agresję.
Choroba sieroca często występuje w rodzinach, gdzie występuje problem z alkoholem lub narkotykami. Nie jest to jednak reguła. Wielu rodziców mających zwykle głębokie zaburzenia osobowości dopuszcza się zaniedbań i nadużyć w stosunku do dzieci będąc trzeźwym. Czynnikiem sprzyjającym zaniedbaniom dzieci przez rodziców jest także bieda, nędza, zaburzenia psychiczne czy zaburzenia osobowości.
Niemożność zaspokojenia potrzeby przywiązania może wynikać również i z przyczyn losowych, niezawinionych przez rodziców. Może to być:
- śmierć jednego lub obojga rodziców;
- oddanie dziecka do ośrodka opieki zbiorowej z powodów losowych (choroba rodziców, emigracja zarobkowa, ubóstwo);
- zbyt mała ilość czasu na pełnienie opieki nad dzieckiem (wielogodzinna praca rodziców).

Więź między matką a dzieckiem, nazywana miłością symbiotyczną, jest podstawą dobrego, uczuciowego i społecznego rozwoju dziecka w dalszych latach jego życia. Największe ryzyko traumy, spowodowanej zerwaniem takiej więzi, dotyczy dzieci 3–4-letnich.

## Objawy
Fazy reakcji dziecka na oddalenie się od matki:
1. Faza protestu: ciągły krzyk i płacz, odrzucenie jakichkolwiek kontaktów, agresja, brak zainteresowania otoczeniem, brak apetytu, zaburzenia trawienia, zaburzenia snu, wymioty.
2. Faza rozpaczy: gwałtowność reakcji spada. Dziecko nadal płacze, ale mniej. Mogą występować zaburzenia łaknienia, apatia, smutek, lęk i strach przed innymi, moczenie nocne, spadek wagi, ograniczona aktywność ruchowa, męczliwość, bladość, automatyzmy ruchowe takie jak np. ssanie palca, kiwanie się. Obniża się odporność organizmu na infekcje.
3. Faza wyparcia: często w tej fazie pojawia się zaprzeczanie miłości do matki, często mylnie interpretowane jako „wyleczenie się” dziecka. Dziecko staje się bierne, wyciszone, następuje stopniowy regres stanu psychicznego, dziecko charakteryzuje uboga mimika, stereotypie ruchowe, tzw. „sufitowanie” (błądzenie pustym wzrokiem po ścianach i suficie), nastawienie lękowe.

Według niektórych badaczy choroba sieroca może powodować u dzieci zaburzenia przemiany materii i uszkadzać system endokrynologiczny, warunkujący wzrost fizyczny. Mogą występować zaburzenia łaknienia, nietrzymanie moczu, nietrzymanie stolca, zaburzenia nastroju. Dzieci mają zahamowany wzrost i wagę, czasem mimo nadmiernego apetytu lub wręcz żarłoczności, niektóre są ospałe, lękliwe, wycofujące się, smutne i przygnębione. Inne są nadpobudliwe, z zaburzoną koncentracją uwagi, skłonne do agresji i zachowań destrukcyjnych. Choroba sieroca może mieć charakter pełnoobjawowy lub epizodyczny, a jej skutki mogą się ujawniać w różnych etapach życia człowieka, w różnych sferach osobowości.
Dzieci starsze i młodzież dotknięte chorobą cechują się problemami z wyobraźnią, z koncentracją uwagi, ze zrozumieniem siebie i innych, z własną inicjatywą, z logicznym rozumowaniem i z abstrakcyjnym myśleniem.
Borykają się również z bardzo silną potrzebą więzi emocjonalnych i silnym strachem przed bliskością, pragnieniem silnych bodźców emocjonalnych, oziębłością, egocentryzmem, egoizmem, wyuczoną bezradnością, zaniżoną empatią lub jej brakiem. Często takie osoby zasilają szeregi bezdomnych. Wysoki procent dzieci wchodzi w konflikt z prawem, niejednokrotnie popełniając zbrodnie bez wyrzutów sumienia.